# Pinetell d'avet

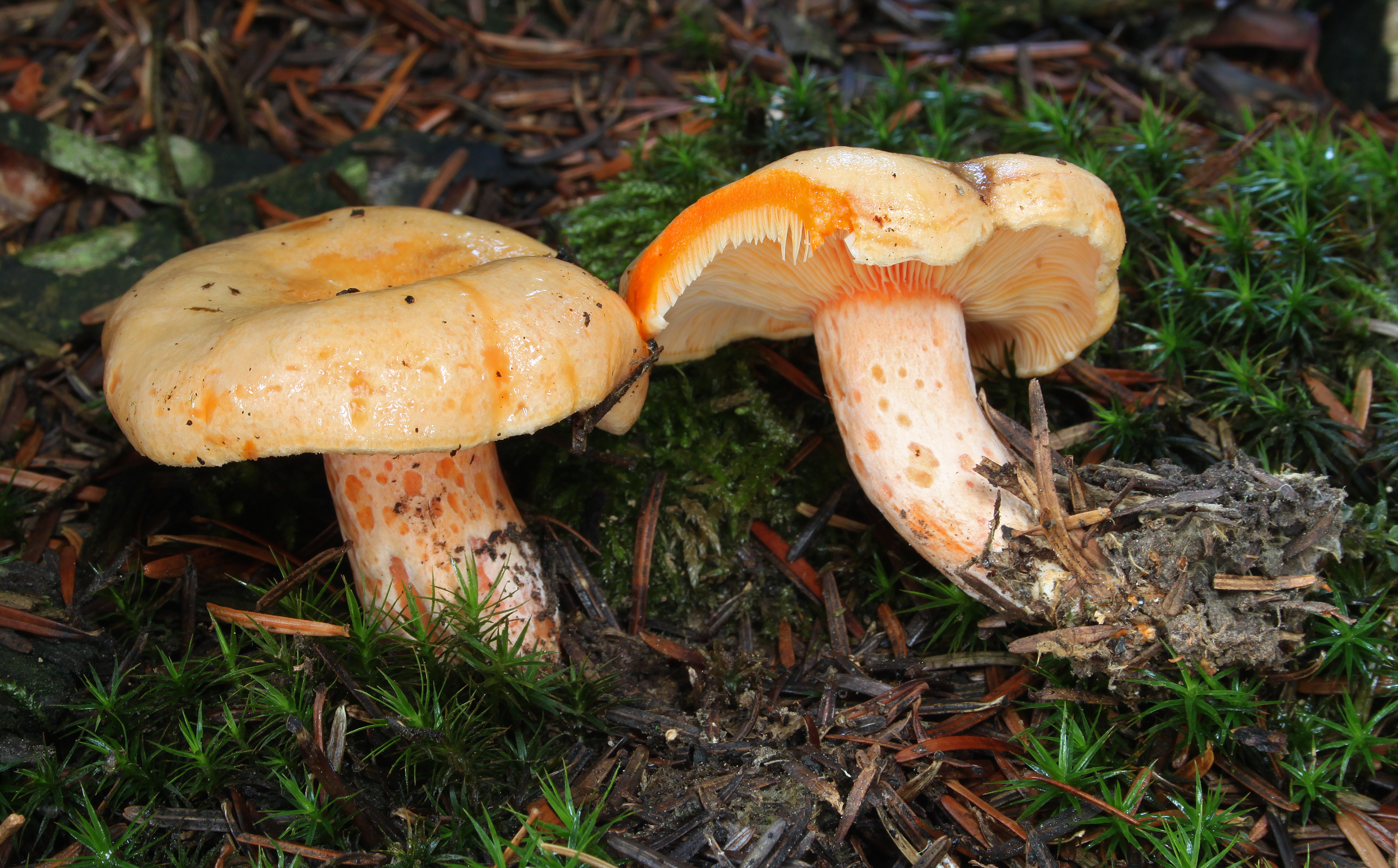
Exemplars fotografiats a Alemanya.

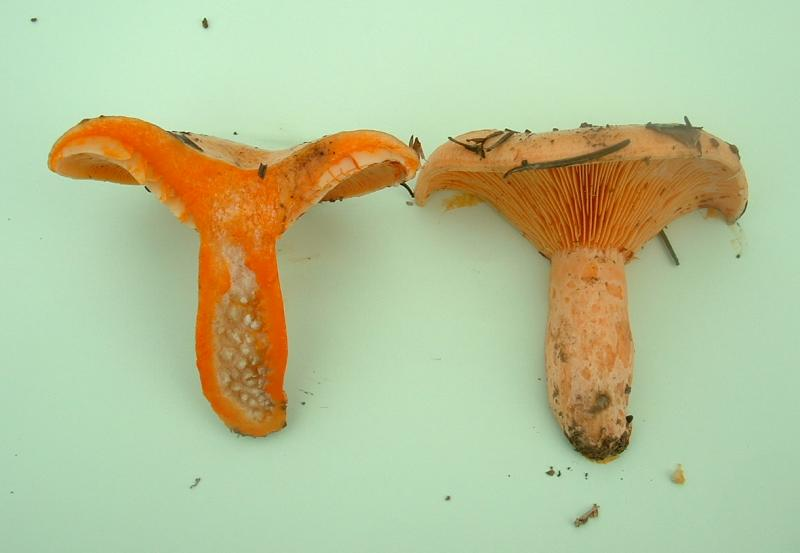
Exemplars d'Alemanya, es mostra el tall del peu.

El pinetell d'avet o rovelló d'avet (Lactarius salmonicolor) és una espècie de fong de l'ordre dels russulals (Russulales). És comestible però de menys qualitat que el rovelló o el pinetell, ja que és força insípid.

## Descripció
- El barret mesura entre 7 i 13 cm de diàmetre i, de bon principi, presenta una forma bombada, mentre que en madurar s'aplana i mostra una depressió central. Durant tot el desenvolupament el marge es presenta clarament corbat cap a l'interior (involut). La seua superfície és lluent, glabra, amb una feble zonació (bandes concèntriques més fosques) i de color d'ataronjat a rosa ataronjat, característica reflectida en l'epítet específic.
- Les làmines estan disposades de forma molt densa, subhoritzontal, i són del mateix color que el barret o, fins i tot, una mica més pàl·lides (d'una tonalitat ataronjada clara), i no es tornen de color verdós a mesura que envelleixen.
- La cama és cilíndrica, mesura 4-7 x 1-2 cm, és de color més pàl·lid que el barret, blanquinosa i sovint presenta nombroses fossetes de color ataronjat (escrobícules).
- La carn és densa, compacta, de color ataronjat clar i exsuda un làtex poc abundant de color ataronjat llampant. L'olor és suau, i el sabor té un lleuger regust amargant.
- Les espores mesuren 9-11,5 x 6-7,5 micres, són el·lipsoidals, sense porus germinatiu, amiloides (es tenyeixen en presència de reactius iodats) i ornamentades amb un subreticle.[6][7][8][9][10]

## Hàbitat i distribució geogràfica
Fructifica sobretot a l'estatge subalpí (entre 1.300 i 1.800 m d'altitud), en sòls àcids, exclusivament sota avets (Abies alba) -encara que, de vegades, també ha estat trobat associat a Picea spp. i Taxus- i es pot trobar amb freqüència durant l'estiu i fins a principis de la tardor (des del juliol fins a l'octubre) a Europa (Andorra, Anglaterra -com ara, els comtats de Kent i West Sussex-, Escòcia, Àustria, Bèlgica, França, Alemanya, Itàlia, Noruega, Polònia, Romania, Eslovàquia, Eslovènia, l'Estat espanyol -com ara, l'Alt Urgell, l'Alta Ribagorça, el Pallars Jussà, el Pallars Sobirà, la Cerdanya i la Vall d'Aran-, Suècia i Suïssa), el Marroc, Turquia i Amèrica (els Estats Units, Mèxic, Guatemala i Belize).

## Comestibilitat
És comestible, tot i que de menys qualitat que el rovelló, ja que és força insípid i mediocre.

## Risc de confusió amb altres espècies
El color salmonat del basidioma, l'hàbitat en què fructifica, així com el color ataronjat immutable del làtex, faciliten molt la correcta identificació del pinetell d'avet. Tot i així, aquest bolet pertany al grup dels rovellons, els quals tenen una coloració i exsuden un làtex d'un ampli ventall de tonalitats vermelloses o ataronjades, que els fa força semblants. Així, es podria confondre amb Lactarius sanguifluus i Lactarius vinosus, espècies que exsuden un làtex de color vinós, tonalitat que també es pot observar en el seu barret i làmines; Lactarius semisanguifluus, que inicialment té el làtex de color ataronjat, després vermellós i finalment vinós; Lactarius quieticolor, que té el barret de color bru ataronjat i que finalment es torna tot verdós, i Lactarius deliciosus, de color vermellós que es taca de verd i amb un làtex de color ataronjat pastanaga immutable.